# Rómulo Otero
Rómulo Otero (Caracas, 9 november 1992) is een Venezolaans profvoetballer die als middenvelder speelt.
Otero begon bij Caracas FC waarvoor hij meer dan honderd wedstrijden speelde. Van 2015 tot 2016 kwam hij uit voor CD Huachipato in Chili. In 2016 ging hij naar het Braziliaanse Atlético Mineiro. Hij debuteerde in 2013 voor het Venezolaans voetbalelftal en nam in 2016 deel aan de Copa América Centenario en aan de Copa América 2021.

## Erelijst
- Campeonato Mineiro: 2017